# Derry City FC
Derry City (Iers:  Cumann Peile Chathair Dhoire) is een Noord-Ierse voetbalclub uit Derry die echter in de Ierse competitie speelt.

## Geschiedenis
De club werd in 1928 opgericht en speelde aanvankelijk in de Noord-Ierse competitie. Na de Tweede Wereldoorlog was de club behoorlijk succesvol. Maar het stadion van de club lag in een katholieke wijk en dat botste vaak met de protestantse clubs uit het land (het merendeel). Na verloop van tijd weigerden clubs nog naar Derry te komen omdat het ook niet veilig was wegens de IRA. De club werd gedwongen om in het stadion van Coleraine te spelen vanaf 1969 en trok zich in 1973 uit de competitie terug.
De club speelde enkele jaren niet en vroeg daarna asiel aan in Ierland maar werd elk jaar geweigerd om toe te treden tot de League in het voordeel van kleinere clubs. Na enkele succesvolle wedstrijden tegen clubs als Shamrock Rovers, Dundalk FC en St. Patrick's Athletic werd de club uiteindelijk toegelaten op voorwaarde dat de Noord-Ierse voetbalbond geen bezwaren maakte en de FIFA geen sanctie zou opleggen. De club werd in 1985 toegelaten tot de First Division en promoveerde in 1987 naar de Premier Division. In 1989 won de club een historische triple, de titel, de beker en de ligabeker.
Met de oprichting van de Setanta Sports Cup in 2005 speelde de club voor het eerst sinds de jaren 70 weer tegen Noord-Ierse teams. Door financiële problemen werd de club ondanks een vierde plaats in het seizoen 2009 uit de competitie gezet. Na één seizoen keerde de club terug.

## Erelijst
- Iers landskampioen (2x)

1989, 1997
- FAI Cup (6x)

1989, 1995, 2002, 2006, 2012, 2022
- President's Cup (Ierse Super Cup) (1x)

2023
- Ierse League Cup (11x)

1989, 1991, 1992, 1994, 2000, 2005, 2006, 2007, 2008, 2011, 2018
- Noord-Iers kampioen

1965
- Irish Cup (3x)

1949, 1954, 1964

## Overzichtslijsten

### Eindklasseringen
| 4 |

| 1 |

| 8 |

| 1 |

| 2 |

| 7 |

| 2 |

| 5 |

| 4 |

| 2 |

| 6 |

| 1 |

| 9 |

| 5 |

| 7 |

| 6 |

| 5 |

| 8 |

| 9 |

| 7 |

| 2 |

| 2 |

| 7 |

| 3 |

| 4 |

| 1 |

| 3 |

| 5 |

| 4 |

| 8 |

| 7 |

| 3 |

| 4 |

| 8 |

| 4 |

| 7 |

| 4 |

| 2 |

| 2 |

| 4 |

| Premier Division | First Division |

Tot 1985 werd voor het 1 niveau de naam League of Ireland gehanteerd en voor het 2e niveau League of Ireland B Division.

### Seizoensresultaten vanaf 2000
| Seizoen | Competitie       | Niveau | Eindstand | FAI Cup      | Opmerking |
| ------- | ---------------- | ------ | --------- | ------------ | --- |
| 1999/00 | Premier Division | I      | 7         | 2e ronde     | Winnaar League Cup > Athlone Town FC: 2-1/3-1                                                                         |
| 2000/01 | Premier Division | I      | 6         | 8e finale    | |
| 2001/02 | Premier Division | I      | 5         | halve finale | Finalist League Cup > Limerick FC: 1-1/1-2                                                                            |
| 2002/03 | Premier Division | I      | 8         | Winnaar      | > Shamrock Rovers FC: 1-0; 1½ speelronde i.v.m. overgang naar kalenderjaarseizoen                                     |
| 2003    | Premier Division | I      | 9         | 2e ronde     | |
| 2004    | Premier Division | I      | 7         | halve finale | |
| 2005    | Premier Division | I      | 2         | halve finale | Winnaar League Cup > UC Dublin: 2-1                                                                                   |
| 2006    | Premier Division | I      | 2         | Winnaar      | > St. Patrick's Athletic FC: 4-3 n.v.; Winnaar League Cup > Shelbourne FC: 0-0 (1-0 n.s.)                             |
| 2007    | Premier Division | I      | 7         | kwartfinale  | Winnaar League Cup > Bohemians FC: 1-0 n.v.                                                                           |
| 2008    | Premier Division | I      | 3         | Finale       | > Bohemians FC: 2-2 (2-4 n.s.); Ligatopscorer ex aequo: Mark Farren (15); Winnaar League Cup > Wexford Youths FC; 6-1 |
| 2009    | Premier Division | I      | 4         | 8e finale    | verplichte degradatie i.v.m. onoorbare betalingen aan spelers.                                                        |
| 2010    | First Division   | II     | 1         | 3e ronde     | |
| 2011    | Premier Division | I      | 3         | 3e ronde     | Ligatopscorer: Éamon Zayed (22); Winnaar League Cup > Cork City FC: 1-0                                               |
| 2012    | Premier Division | I      | 5         | Winnaar      | > St. Patrick's Athletic FC: 3-2 n.v.                                                                                 |
| 2013    | Premier Division | I      | 4         | kwartfinale  | Ligatopscorer: Rory Patterson (18)                                                                                    |
| 2014    | Premier Division | I      | 8         | Finale       | > St. Patrick's Athletic FC: 0-2                                                                                      |
| 2015    | Premier Division | I      | 7         | kwartfinale  | |
| 2016    | Premier Division | I      | 3         | halve finale | |
| 2017    | Premier Division | I      | 4         | halve finale | |
| 2018    | Premier Division | I      | 8         | halve finale | Winnaar League Cup > Cobh Ramblers: 3-1                                                                               |
| 2019    | Premier Division | I      | 4         | 8e finale    | Ligatopscorer: Junior Ogedi-Uzokwe (14); Finalist League Cup > Dundalk FC: 2-2 (5-6 n.s.)                             |
| 2020    | Premier Division | I      | 7         | kwartfinale  | competitie na 18 wedstrijden afgebroken i.v.m. coronapandemie                                                         |
| 2021    | Premier Division | I      | 4         | 8e finale    | |
| 2022    | Premier Division | I      | 2         | Winnaar      | > Shelbourne FC: 4-0                                                                                                  |
| 2023    | Premier Division | I      | 2         | 8e finale    | Winnaar President's Cup                                                                                               |
| 2024    | Premier Division | I      | 4         | Finale       | > Drogheda United FC: 0-2; Ligatopscorer ex aequo: Patrick Hoban (15)                                                 |
| 2025    | Premier Division | I      | .         |              | |

### Derry City FC in Europa
Derry City FC speelt sinds 1964 in diverse Europese competities. Hieronder staan de competities en in welke seizoenen de club deelnam:
- Champions League (2x)

1997/98, 2007/08
- Europacup I (2x)

1965/66, 1989/90
- Europa League (6x)

2009/10, 2013/14, 2014/15, 2017/18, 2018/19, 2020/21
- Conference League (3x)

2022/23, 2023/24, 2024/25
- Europacup II (3x)

1964/65, 1988/89, 1995/96
- UEFA Cup (4x)

1990/91, 1992/93, 2003/04, 2006/07

## Andere clubs die in een buitenlandse competitie spelen
Derry City is niet de enige club die in een buitenlandse competitie speelt:
Alle 7 clubs uit Liechtenstein spelen in de Zwitserse competitie, waarvan FC Vaduz het hoogst speelt.
De New Zealand Knights is de enige profclub van Nieuw-Zeeland en speelt in Australië.
AS Monaco speelt in de Franse competitie.
4 Canadese teams, waaronder Toronto FC, Montreal Impact en Vancouver Whitecaps en 1 Puerto Ricaans team, namelijk Puerto Rico Islanders, spelen in de Amerikaanse competitie.
San Marino Calcio is de enige profclub van San Marino en speelt in de Italiaanse competitie.
Andere Britse clubs die in een andere thuisland competitie spelen zijn:
Berwick Rangers, een Engelse club speelt in de Schotse competitie.
Cardiff City, Swansea City, Wrexham, Newport County, Merthyr Tydfil en Colwyn Bay uit Wales spelen in de Engelse competitie.